# Bolitophila cinerea
Bolitophila cinerea är en tvåvingeart som beskrevs av Johann Wilhelm Meigen 1818. Bolitophila cinerea ingår i släktet Bolitophila och familjen smalbensmyggor. Arten är reproducerande i Sverige. Inga underarter finns listade i Catalogue of Life.